# Karangmangu (Sarang)
Karangmangu is een bestuurslaag in het regentschap Rembang van de provincie Midden-Java, Indonesië. Karangmangu telt 7366 inwoners (volkstelling 2010).